# Helen Zimmern
Helen Zimmern   (Hamburg, 25 de març de 1846 - Florència, 11 de gener de 1934) va ser una escriptora i traductora naturalitzada britànica nascuda a Alemanya. Va contribuir a fer més accessible la cultura europea en anglès.

## Biografia
Zimmern i els seus pares van emigrar al 1850 a Gran Bretanya, on el seu pare va esdevenir un mercader a Nottingham. Ella va ser reconeguda fins a la majoria d'edat, com una de les tres filles del mercader Hermann Theodore Zimmern, i la seva muller Antonia Marie Therese regina Zimmern. La seva germana era la sufragista Alice Zimmern i el científic polític Alfred Eckhard Zimmern
era el seu cosí.
La família es va mudar a Londres l'any 1856. La seva primer aparició en paper va ser una història per a Once a Week. Aviat va començar a escriure per a Argosy i altres revistes. Una sèrie d'històries per a nens, van ser publicades per primer cop durant el 1869- 71 com Paraules Bones pel Jove an ser tornades a publicar com a Històries en Pedres Precioses (1873 seguides d'un altra col·lecció, Dit per les Ones. Una sèrie de contes de l'Edda van aparèixer a Old Merry's Monthly l'any 1872 abans de tornar a ser publicats.
Dins 1873 Zimmern va començar escriure articles crítics, particularment en literatura alemanya, per l'Examinador. També va escriure per la revista de Fraser, Blackwood Revista, el Athenaeum, el Spectator, St James és, Pall Mall Revista, el Món d'Art, l'Italià La Rassegna Settimanale i diversos diaris alemanys. La seva advocacia i les traduccions van fer a la cultura europea – si d'Alemanya, o cada cop més a Itàlia – accessible a lectors anglesos. Ella va dissertà sobre l'art italià dins Gran Bretanya i Alemanya, i va traduir teatre italià, ficció i història. Tenia amistad amb Friedrich Nietzsche, del qual després va traduir dos llibres, dins Suïssa en la meitat dels 1880. Pel final de la dècada es va establir a Florència, on va ser associada amb el Corriere della Sera i també va editar el Florence Gazette. En vida més tardana va defensar els valors italians contra l'expansionisme alemany, el qual veia com una amenaça.

## Feines

### Llibres
- Històries en Pedres Precioses, Henry S. King & Co, 1873
- Arthur Schopenhauer, la seva Vida i la seva Filosofia, 1876
- Gotthold Ephraim Lessing, la seva Vida i les seves Feines, 1878
- Maria Edgeworth Arxivat 2015-09-14 a Wayback Machine., London : W.H. Allen, 1883
- La Història De Les Nacions. El Hansa Ciutats, London, T. Fisher Unwin, 1889
- (ed.) Els Discursos de Joshua Reynolds, 1887.
- Contes de l'Edda
- Senyor Lawrence Alma Tadema, London, George Bell & Fills, 1902
- La Itàlia dels italians, 1906
- Trípoli i Itàlia Jove, 1912 amb Charles Lapworth (periodista)
- Dirigents italians d'Avui, London, Williams & Norgate, 1915
- La Itàlia Nova, 1918

### Traduccions
- Lessing, Gotthold Ephraim, Selected Prose Works of G.E. Lessing de G.E. Lessing, Ed. Edward Bell, Transl. Per Helen Zimmer & E.C. Beasley, London, George Bell & Fills, 1879
- Mig-Hores amb Novel·listes Estrangers, 1880. (Seccions de diverses novel·les, amb la seva germana Alice Zimmern)
- Ferdowsi, Shahnameh (L'Èpica de Reis), 1883, Societat de Cambra de l'Iran, MIT
- Carmen, Sylva, Pelegrí sorrow : un cicle de contes, Nova York, Henry Holt & Co, 1884
- Goldoni, Carlo, Les Comèdies de Carlo Goldoni, va editar amb una introducció per Helen Zimmern, London, David Stott, 1892
- Lewes, Louis, Les dones de Shakespeare, Nova York, Putnam és & Ldon, Hodder, 1895
- Nietzsche, Allèn Bo i Mal, 1906
- Nietzsche, Ésser humà, Tot Massa Humà, 1909
- Cesare, Raffaele de, Els últims dies de Papal Roma, 1850–1870, London, Constable, 1909
- Lessing, Gotthold Ephraim, Laokoon, i Com el ancients mort representada, amb Beasley, Edward Calvert, London, 1914